# كاتارينا رينش
كاتارينا رينش (ولدت في 7 أكتوبر 1964) لاعبة جمباز ألمانية شاركت في الألعاب الأولمبية الصيفية 1980 في جميع أحداث الجمباز الفني وفازت بميدالية برونزية في مسابقة الفرق. كانت أفضل نتيجة فردية لها هي المركز السادس في منصة القفز. فازت بميدالية برونزية أخرى مع فريق ألمانيا الشرقية في بطولة العالم للجمباز الفني 1979.